# L'orrore di Martin's Beach
L'orrore di Martin's Beach (The Horror at Martin's Beach)  è un breve racconto ideato dagli scrittori statunitensi H.P. Lovecraft e Sonia Greene. Fu scritto nel giugno 1922 e pubblicato per la prima volta (come "Il mostro invisibile") da Weird Tales nel novembre 1923 (Vol. 2, No. 4, 75-76, 83)..

## Trama
Alcuni marinai riescono ad uccidere una creatura di 15 metri in mare dopo una lunga battaglia di circa 40 ore. La creatura porta strane irregolarità anatomiche come un singolo grande occhio e zampe anteriori rudimentali e piedi a sei dita al posto delle pinne pettorali. Dopo l'ispezione da parte di biologi marini, si rivela essere solo un cucciolo. Il capitano, il quale ha catturato la creatura, gira la costa e lucra sul cadavere della creatura deceduta. Mentre il capitano tenta di finire i suoi affari a Martin's Beach, in spiaggia un gruppo di bagnanti viene attaccato. Il capitano e altri tentano di salvare le vittime, ma è troppo tardi. I soccorritori e il capitano vengono ipnotizzati e trascinati in acqua, presumibilmente dalla madre della creatura uccisa in cerca di vendetta, osservati con orrore dalla folla riunitasi in precedenza la quale non può far altro che guardare l’evento paralizzata dal terrore..